# 愛知川宿

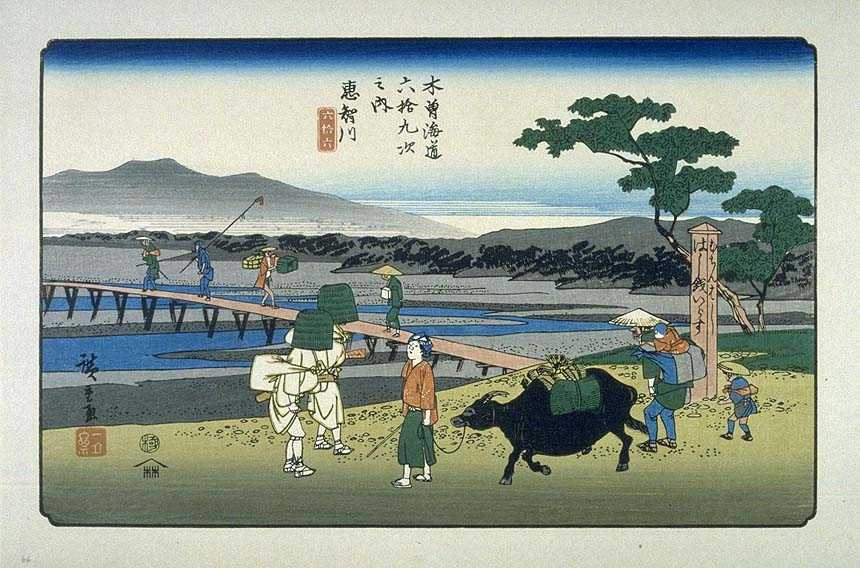
木曽海道六十九次ノ内 恵智川｡歌川広重による愛知川の風景

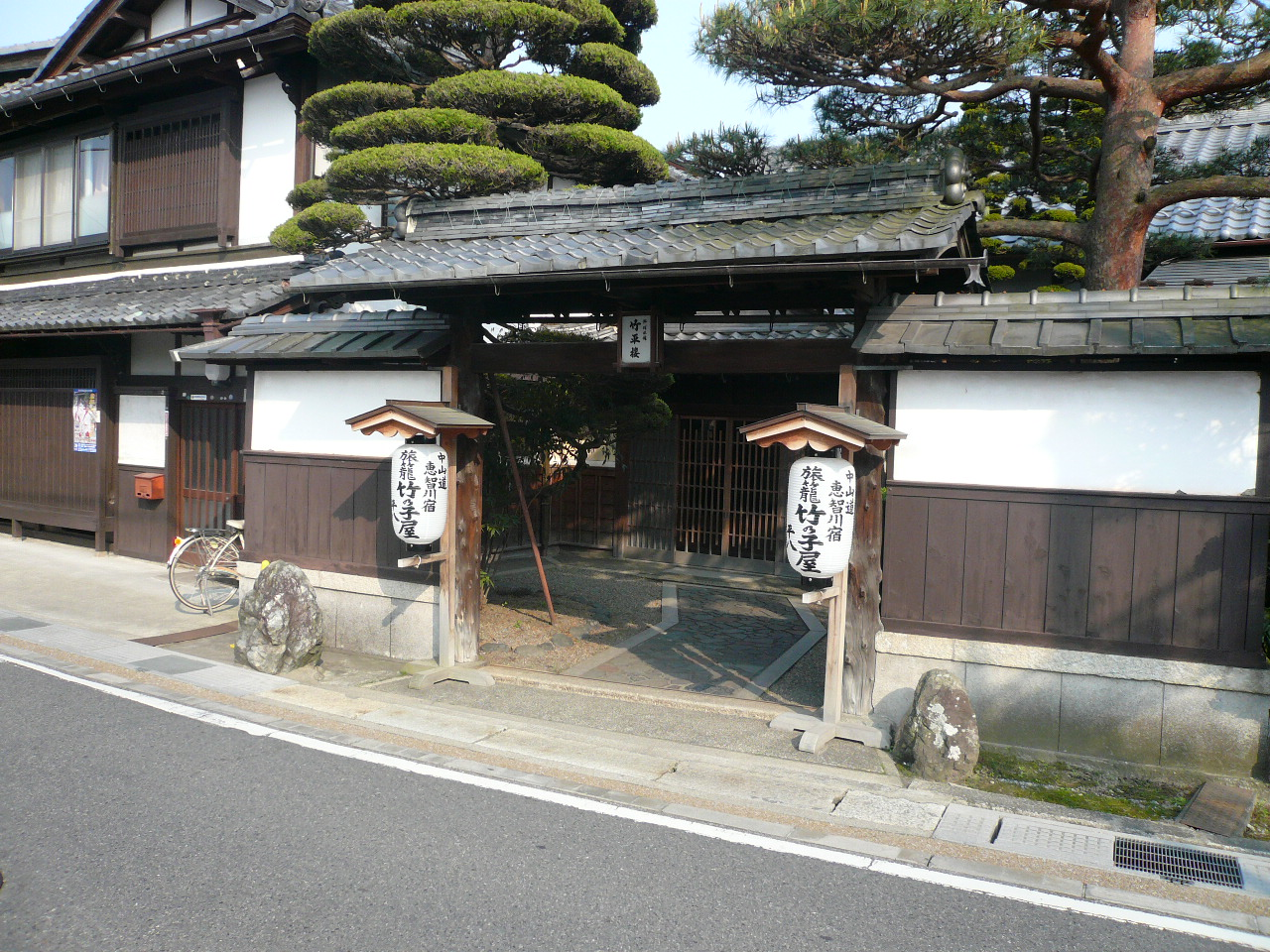
愛知川宿の旅籠

愛知川宿（えちがわしゅく、えちがわじゅく）は、近江国神崎郡にあった中山道65番目の宿場（中山道六十九次）で、現在は滋賀県愛知郡愛荘町愛知川および中宿。愛知川の東岸に位置する。東海道の土山宿から分岐した御代参街道の、中山道への合流点にあたる。

## 沿革

### 古代・中世の愛知川宿
もと愛知川の渡津集落として発展し、東山道の宿場のひとつとなった。1001年（長保3年）には歌人・赤染衛門が、京から尾張へ赴く途中で七夕の晩にこの地に宿泊し、歌を詠んでいる。『太平記』では、1335年（建武2年）京を経った勅使引他九郎や、翌年京に向かう北畠顕家が愛知川宿を経由する。

### 近世の愛知川宿
江戸幕府道中奉行『中山道宿村大概帳』では、1843年（天保14年）の愛知川宿は家数199軒、旅籠屋28軒、人口929人、町並みは南北5町34間とある。本陣は西澤甚五左衛門が勤め、脇本陣は中田清次郎が問屋と兼帯した。
中山道では、1694年（元禄7年）に作成された助郷帳によって各宿に助郷が定められていた。愛知川宿については、およそ3キロメートル以内に分布する愛知郡の15か村と神崎郡の5村、計20か村が助郷（大助郷）に該当し、さまざまな負担が課せられた。また、彦根藩ではこれらの「大助郷」の下に複数の「小助郷」を置いて負担を分担させる制度があり、彦根藩の領内にあたる大助郷17か村に小助郷が割り当てられた。大助郷・小助郷の村々は、1735年（享保20年）の訴訟をはじめとして、負担軽減を求める行動をたびたび起こしている。しかし1816年（文化13年）には、度々の訴えにもかかわらず負担の大きさが変わっていないとして、藩に対して14か条の仕法を提言した。
1829年（文政12年）に成宮弥次右衛門が愛知川に架橋を計画し、1831年（天保2年）に完成した。旅人から通行料を取らなかったため、無賃橋とよばれた。

## 名産
江戸時代より愛知川宿は「一渓茶」と称する煎茶の名産として知られ、和菓子文化が広まった。中でも不飲川のほとりで売られていた「越川大福」が人気だった伝えられている。2008年現在、中山道沿いに残る7、8軒の菓子店舗のうちほとんどは愛知川宿に集中している。

## 最寄り駅
- 近江鉄道本線 愛知川駅

## 史跡・みどころ
宝満寺
真宗大谷派の寺院。江戸時代には25の末寺をもち、門内に等覚寺・乗船寺の2寺を塔頭とした。本堂・正門・経蔵・鐘楼・太鼓堂などが残っている。1752年（宝暦2年）から続く蓮如上人御影道中の御上洛（帰路）の定宿（毎年5月7日）。
豊満神社
神功皇后の軍旗を祀って創建されたと伝えられ、源頼朝をはじめ多くの武将が戦勝祈願をおこなったといわれ、「旗神さん」と親しまれる。鎌倉時代の四脚門は、国の重要文化財。
竹平楼
1758年創業の旅籠。明治天皇御小休の部屋が保存されている。現在は料亭。国の登録有形文化財。
旧田中家住宅
1892年から1919年にかけて整備された麻織物商の田源の別邸。現在は料亭（近江商人亭）として営業。国の登録有形文化財。
藤居本家
1831年（天保2年）から酒造を営む。長野の大隴神社の周辺に酒蔵が並ぶ。1997年の連続テレビ小説「甘辛しゃん」のロケ地。国の登録有形文化財。
るーぶる愛知川
愛知川駅に併設。ギャラリーおよび観光案内所。
愛知川びんてまりの館
愛荘町立愛知川図書館に併設。びん細工手まりを展示する。
近江鉄道愛知川橋梁
愛知川にかかる鉄橋（ポニーワーレントラス橋）。1897年（明治30年）英国ハンディサイド製。国の登録有形文化財。
武佐宿までの史跡・みどころ
- 小幡商人発祥の地
- てんびんの里 五個荘町金堂地区（重要伝統的建造物群保存地区）
- 清水鼻の名水
- 奥石神社（おいそじんじゃ）- 本殿は国の重要文化財
- 老蘇の森

## 隣の宿
中山道
高宮宿 - 愛知川宿 - 武佐宿